# Тимоскайнен, Фёдор Фёдорович
Фёдор Фёдорович Тимоскайнен (1912 год, Петрозаводск — 1943 год, Петрозаводск, КФССР) — советский политик.

## Биография
Родился в 1912 году в посёлке Соломенное — пригороде Петрозаводска, в семье рабочих Соломенского лесопильного завода Анастасии Васильевны и Фёдора Николаевича Тимоскайнен, карел.
По окончании школы работал вместе с родителями на лесопильном заводе, увлёкся общественной работой, стал организатором физкультурных мероприятий в заводском доме культуры и параллельно учился в Высшей коммунистической сельскохозяйственной школе города Петрозаводска, которую закончил в 1936 году. Был избран секретарём комитета комсомола на лесопильном заводе, а в 1937 г. — секретарём райкома комсомола Прионежского района. В 1938 году окончил лётную школу при Карельском аэроклубе, где овладел профессией лётчика.
Перед началом войны возглавлял отдел областного комитета комсомола Карельской АССР, а в начале войны возглавил Центральный Комитет комсомола Карело-Финской республики. Вместе с Советской Армией отступил из Петрозаводска, когда туда вошли финские войска. В 1942 году вместе с Ю. В. Андроповым принял участие в создании партизанского отряда «Комсомолец Карелии», который в связи с трудностями с набором комсомольцев из самой республики комплектовался в основном комсомольцами из других регионов СССР. В июле 1943 года был назначен секретарём подпольного городского комитета партии города Петрозаводска, который был оккупирован финскими войсками, и был заброшен на самолёте на территорию Прионежского района. Тимоскайнен успешно организовал подпольную партийную ячейку, ему также удалось в августе 1943 года завербовать двух финских офицеров, с помощью которых подпольщики смогли передать Советской армии разведывательные данные об укреплениях побережья Онежского озера.
Согласно официальной версии, в конце августа 1943 года группа подпольщиков (Костин, Эрте, Камилатов и радистка Люба Туманова), в которую входил и Тимоскайнен, вступила в бой с финским патрулём близ села Деревянное у речки Таржеполка в Прионежском районе Петрозаводска. В завязавшейся перестрелке Тимоскайнен был убит.
Г. Н. Куприянов, в то время первый секретарь ЦК Коммунистической партии Карело-Финской ССР, в своих мемуарах сообщает, что Тимоскайнен был арестован в посёлке Соломенное в оккупированном Петрозаводске без какой-либо перестрелки, а позже расстрелян.
Указом Президиума Верховного Совета СССР от 10 мая 1965 г. Фёдор Фёдорович Тимоскайнен награждён орденом Отечественной войны I степени (посмертно).

## Память
Именем Фёдора Тимоскайнена названа улица и Средняя школа № 7 в районе Соломенное города Петрозаводска.
На улице Фёдора Тимоскайнена установлена мемориальная доска в честь героя.